# بلدية بالدون
بلدية بالدون هي بلدية في لاتفيا، بلغ عدد سكانها 5٬724  نسمة، عاصمتها بالدون، رمزها البريدي هو LV-2125.

## الموقع
تشترك في الحدود مع:
- بلدية كيكافا
- بلدية كغومس
- بلدية إيكافا
- بلدية أولاين
- بلدية فيكومنيكي.

## مدن توأم
المدن التوأم:
- Lerum Municipality [الإنجليزية]‏.

## التقسيمات الإدارية
- بالدون
- Baldone Parish [الإنجليزية]‏.